# Selim Muça

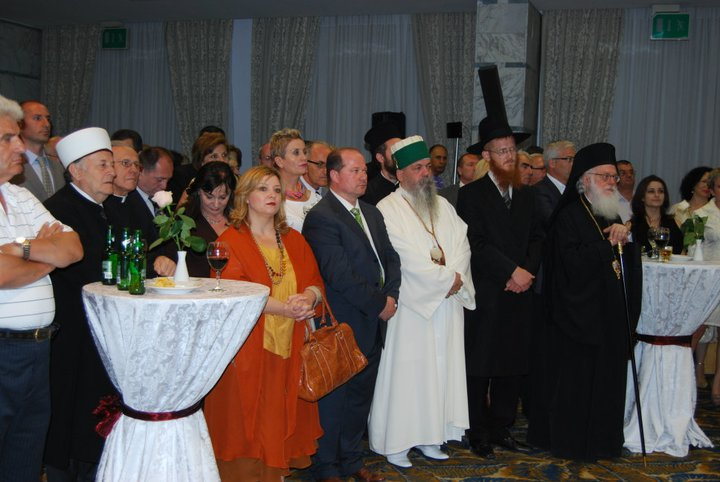
Muça (links mit weißem Sarık, dem osmanischen Turban, auf dem Kopf) in Tirana bei der Feier zum 63. Jahrestag der Gründung Israels

Haxhi Selim Muça (* vor 1937; † 18. September 2016 in Tirana) war ein albanischer Vermessungsingenieur und Wissenschaftler. Er war bis März 2014 als Vorsitzender der Muslimischen Gemeinschaft Albaniens der Großmufti von Albanien.

## Leben
Selim Muça entstammte einer albanischen Familie mit weitreichender muslimischer Tradition. Sein Vater war Imam. Muça war von 1964 bis 1991 in Bulqiza als Geodäsieingenieur, Topograf und Kartograf tätig.
Albanien wurde unter dem Diktator Enver Hoxha 1967 zu einem totalitären atheistischen Staat erklärt. Mit dem Beginn des Demokratisierungsprozesses im Land Anfang der 1990er Jahre widmete sich Selim Muça dem Dienste des Islam. Von 1992 bis 1994 war er Superintendent für Bildung der muslimischen Gemeinschaft. 1994 war er für vier Monate Mufti von Elbasan, dann wurde er in die Muftiate von Lezha und Vlora versetzt, wo er bis 1995 blieb. Von 1995 bis März 2004 war er Personalleiter der Muslimischen Gemeinschaft Albaniens und noch vor dem Tod des bisherigen Leiters Hafiz Sabri Koçi wurde Selim Muça am 6. März 2004 Vorsitzender der Gemeinschaft.
Sein Nachfolger als Leiter der Muslimischen Gemeinde ist Skënder Bruçaj, der das Amt 2014 übernahm.
Er starb im September 2016 im Alter von 80 Jahren in seinem Haus in Tirana.